# Jean de Bremaeker

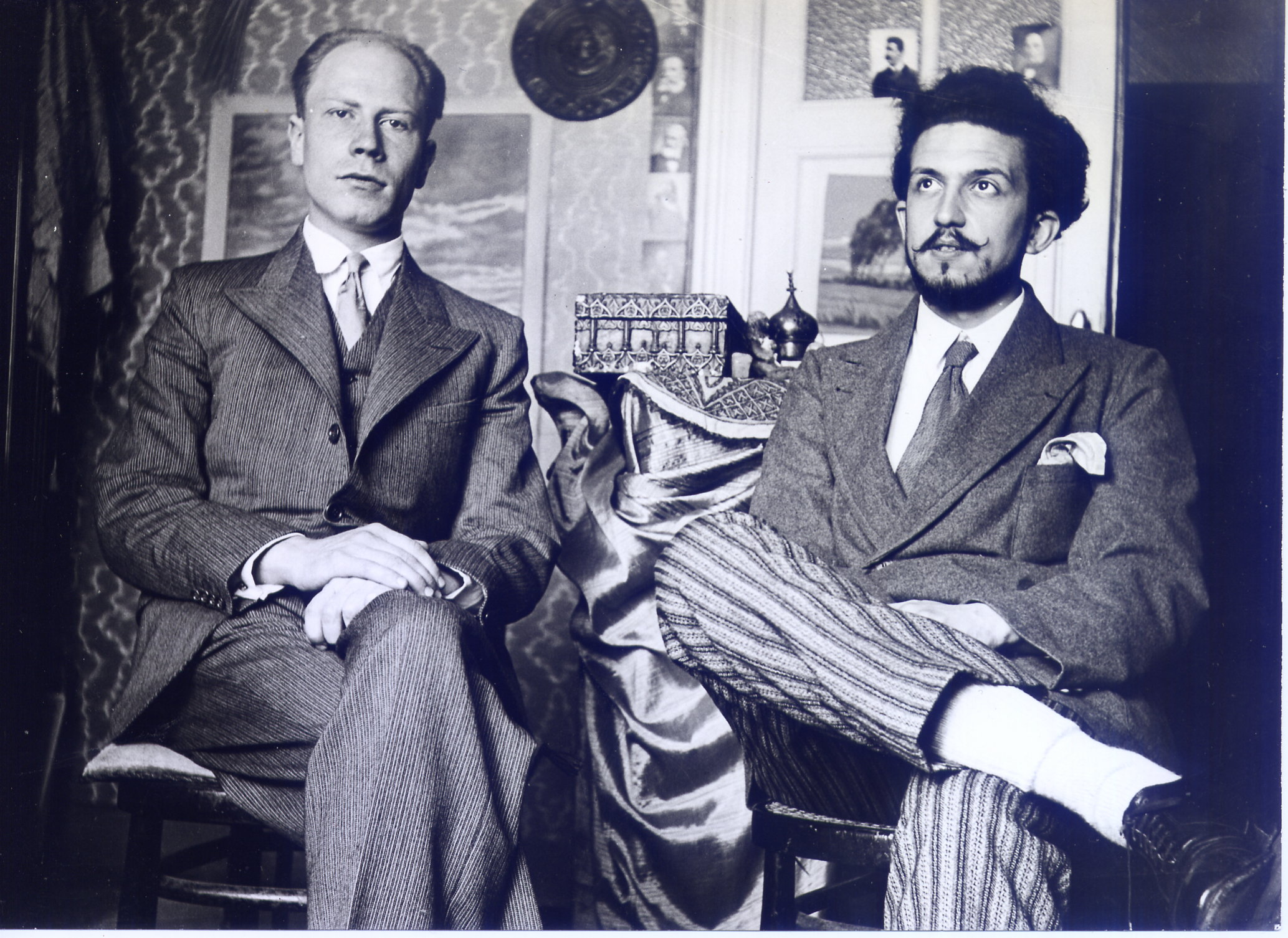
Jean de Bremaeker (à esquerda) com o escritor Jean Groffier, 1933.

Jean de Bremaeker, nascido em Bruxelas 19 de maio de 1908 e morreu em Rio de Janeiro 19 mar 2002, é um escritor, músico, compositor, teórico de música, pintor e aquarelista brasileiro de origem belga.

## Publicações
- 1935 : La Musique, trois volumes, Bruxelles, Les Éditions Modernes, G. Vriamont, trois volumes, 1935.
- 1935 (?) Mon Plan, plaquette.
- 1935 : Lettre ouverte à S.M. le Roi, à MM. les Ministres, à MM. les Bourgmestres, Bruxelles, Les Éditions Modernes, G. Vriamont, 1935.
- 1935 : "Notes complémentaires de Jean de Bremaeker", in: Tribune, n° 26, Bruxelles, octobre - 15 novembre 1935, p. 9.
- 1936 : "De la pensée présente à la critique d'art", dans : Tribune, n° 29, Bruxelles, mars-avril 1936, pp. 4-5.
- 1936 : Jean Groffier, dans : Tribune, n° 30, Bruxelles, mai-juin 1936, pp. 1-2.
- 1936 : Accordage suivant l'accord parfait 'tons entier' ", Bruxelles, Les Éditions Modernes, G. Vriamont, 1936.
- 1936 : L'art doit vivre, Bruxelles, Les Éditions Modernes, G. Vriamont, 1936.
- 1936 : Lois mathématiques des trois accords parfaits et des acccords en général, Bruxelles, Les Éditions Modernes, G. Vriamont, 1936.
- 1937 : "Pierre Vandendries 1936", dans : Tribune, n° 33, Bruxelles, numéro d'Hiver (1-1-1937), 1937, pp. 2-4.
- 1937 : Thèses présentées par Jean de Bremaeker au concours d'inventions de la Foire Universelle et Internationale de Paris (1937) et pour lesquelles il a obtenu une médaille d'argent avec prix : Lois des accords parfaits majeur et mineur tempérés.
- 1941 : Égométrie, mécanique de la pensée, mécanique de l'idée établies analogiquement avec la géométrie, la physique, la chimie, Montréal, Typo-Press, 1941.
- 1963 : Literatura e musica, Rio de Janeiro, 1963.
- 1964 : O futuro da musica, Rio de Janeiro, 1964.
- 1965 : Centro de estudo da musica livre, Rio de Janeiro, 1965.

## Composições musicais
- 1935 : Concert pour Quatuor à cordes, Orgue et Piano, Bruxelles, Les Éditions Modernes, G. Vriamont, 1935.
- Juin 1934, Bruxelles, Les Éditions Modernes, G. Vriamont, 1934.
- Début Décembre 1934, Bruxelles, Les Éditions Modernes, G. Vriamont, 1934.
- Mi Février 1935, Bruxelles, Les Éditions Modernes, G. Vriamont, 1934.
- Fin Février 1935, Bruxelles, Les Éditions Modernes, G. Vriamont, 1935.
- Début Mars 1935, Bruxelles, Les Éditions Modernes, G. Vriamont, 1935.
- Avril 1935, Bruxelles, Les Éditions Modernes, G. Vriamont, 1935.
- Début Mai 1935, Bruxelles, Les Éditions Modernes, G. Vriamont, 1935.
- Mi Mai 1935, Bruxelles, Les Éditions Modernes, G. Vriamont, 1935.
- Mi Juillet 1935, Bruxelles, Les Éditions Modernes, G. Vriamont, 1936.
- 1973 : Op. 39 para piano dedicado a James Anderson e a Inside SAS.
- 1973 : Op. 42 para piano dedicado a Dra. Iracema Castra e Silva.
- 1974 : Opus 45 para piano composiçâo e interpretaçâo livres, dedicando ao Professor Martiniano Barbosa Moreira, Rio de Janeiro, fevereiro de 1974.